# Sumar, Iran
Sumar (în persană سومار ; romanizat, de asemenea, ca Sūmār, Soormar și Sowmār)  este un oraș și capitala districtului Sumar, în județul Qasr-e Shirin, provincia Kermanshah, Iran. La recensământul din 2006, populația sa era de 20 de locuitori, din 15 familii, ceea ce îl face cea mai puțin populată așezare din Iran cu statut de oraș.  Practic întreaga populație din Sumar a fost ucisă de un atac chimic irakian, iar orașul a fost distrus în timpul războiului Iran-Irak. Nu a fost reconstruit.